# Trematodon nitidulus
Trematodon nitidulus är en bladmossart som beskrevs av W. P. Schimper och Bescherelle 1872. Trematodon nitidulus ingår i släktet tranmossor, och familjen Bruchiaceae. Inga underarter finns listade i Catalogue of Life.